# Sasirawan Inthachot
Sasirawan Inthachot (en tailandés: ศศิราวรรณ อินทโชติ; 1 de enero de 2003) es una deportista tailandesa que compite en atletismo adaptado. Ganó una medalla de bronce en los Juegos Paralímpicos de París 2024, en la prueba de 200 m (clase T47).

## Palmarés internacional
| Juegos Paralímpicos | Juegos Paralímpicos | Juegos Paralímpicos | Juegos Paralímpicos |
| Año                 | Lugar               | Medalla             | Prueba              |
| ------------------- | ------------------- | ------------------- | ------------------- |
| 2024                | París (Francia)     | Medalla de bronce   | 200 m T47           |